# جهينة الشرقية
قرية جهينة الشرقية هي إحدى القرى التابعة لمركز جهينة بمحافظة سوهاج في جمهورية مصر العربية. حسب إحصاءات سنة 2006، بلغ إجمالي السكان في جهينة الشرقية 42079 نسمة، منهم 21935 رجل و20144 امرأة.